# Syl Cheney-Coker
Syl Cheney-Coker (* 28. Juni 1945 in Freetown, Sierra Leone) ist ein sierra-leonischer Schriftsteller.

## Leben
Cheney-Coker wurde als Creole im westafrikanischen Freetown unter dem Namen Syl Cheney Coker geboren. 1970 änderte er den Namen in seine aktuelle Schreibweise. 1966 ging er in die Vereinigten Staaten, um an den Universitäten University of California, Los Angeles, der University of Oregon und der University of Wisconsin–Madison zu studieren.
Sein einziges ins Deutsche übersetzte Werk ist der 1996 erschienene Roman Der Nubier. Das Werk wurde ausgezeichnet als einer der besten 100 Romane in Afrika. Darüber hinaus hat Cheney-Coker mehrere Gedichtbände verfasst.

## Zitat
„Als Dichter, einsam in meinem Land, such ich die Wahrscheinlichkeiten des Lebens, das Feuer der Bilder, das Gift der Verse. Mein Land, du bist mein Herzschlag, lebst wie eine verwüstete Landschaft.“

## Werke
- The Road to Jamaica. 1969.
- Concerto for an Exile. Lyrik. London: Heinemann, 1973.
- The Graveyard also has Teeth. Lyrik. London: Heinemann, 1980.
- The Blood in the Desert's Eyes. Lyrik. London: Heinemann, 1990.
- Der Nubier. Roman. Wuppertal: Peter Hammer-Verlag 1996, ISBN 978-3-87294-726-0. Original: The Last Harmattan of Alusine Dunbar. London: Heinemann, 1990. ISBN 0-435-90572-4.
- The Silence of Memory. 1998.